# Neckera pusilla
Neckera pusilla là một loài Rêu trong họ Neckeraceae. Loài này được Mitt. miêu tả khoa học đầu tiên năm 1891.